# Per Madsen
Per Madsen es un deportista danés que compitió en taekwondo. Ganó dos medallas en el Campeonato Europeo de Taekwondo, en los años 1980 y 1984.

## Palmarés internacional
| Campeonato Europeo | Campeonato Europeo     | Campeonato Europeo | Campeonato Europeo |
| Año                | Lugar                  | Medalla            | Categoría          |
| ------------------ | ---------------------- | ------------------ | ------------------ |
| 1980               | Copenhague (Dinamarca) | Medalla de plata   | –73 kg             |
| 1984               | Stuttgart (RFA)        | Medalla de bronce  | –73 kg             |